# 塩田川 (静岡県)
塩田川（しょたがわ、しょだがわ）は、静岡県静岡市清水区を流れる二級河川。巴川下流部左岸の支流の一つである。 

## 源流域
清水区梅ケ谷の源流域では、不動明王の滝、梅ヶ谷洞穴（大正末期に掘られた人工洞窟）が見られるほか、水車小屋、梅園などを含めた一帯が「梅ヶ谷ふれあいの里」として整備されている。 

## 中流域
押切地区を河川縦断勾配約1/80で南下する。
県営押切西団地、静岡市立清水高部小学校付近では、数百mにわたって桜並木が見ることができ、地元市民に親しまれている。

## 下流域
大内地区の下流域では勾配が約1/250の天井川となって、県道67号、東名高速道路の下をくぐる。
さらに300m南東に流下して静清バイパスの下をくぐると、能島の高部みずべ公園内で巴川と平行する。
同公園には塩田川・巴川・薬師沢川の3河川を跨ぐ巴流大橋があり、世界でも珍しい主塔を傾けた斜張橋として、地域のランドマークとなっている。

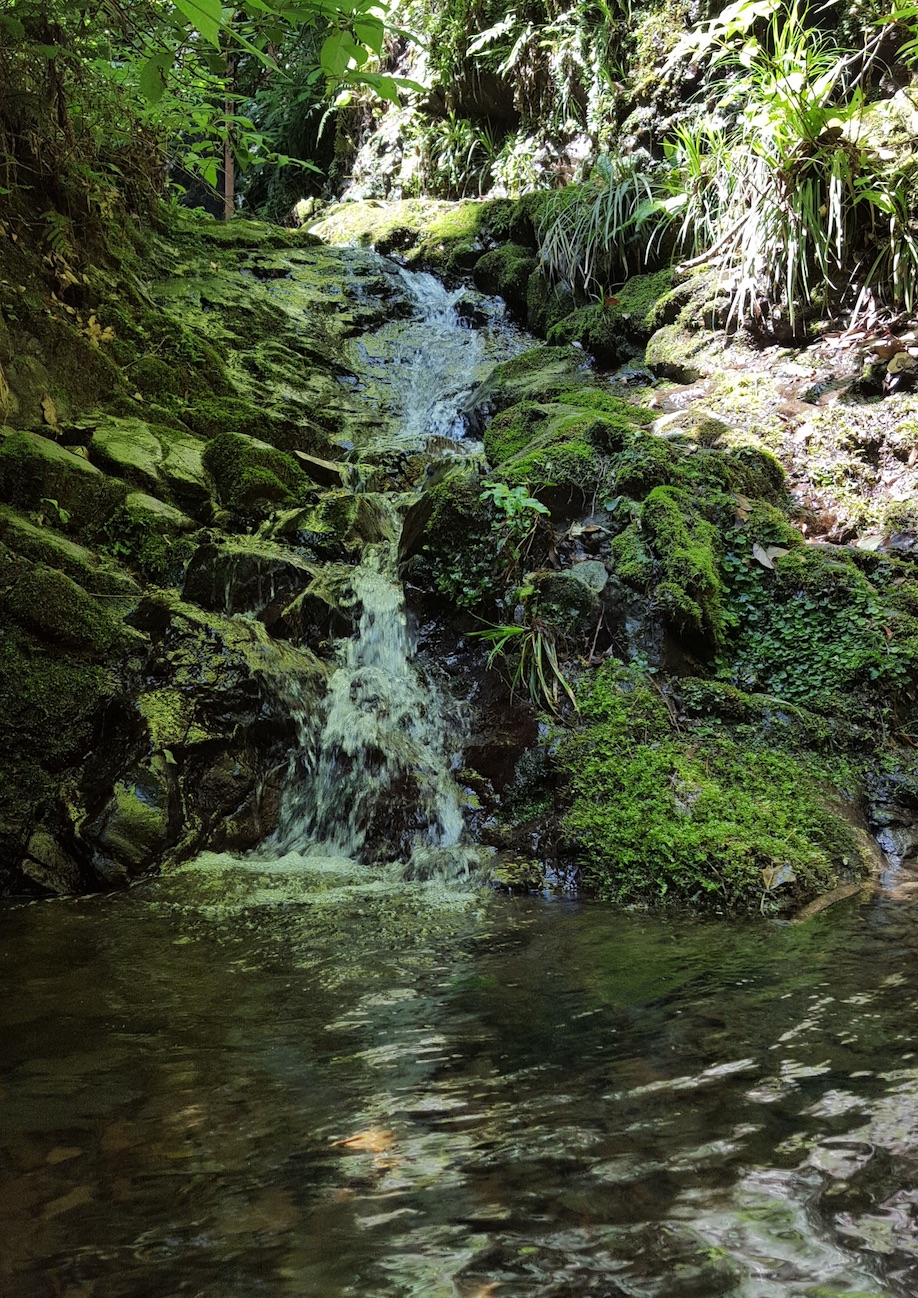
不動明王の滝（静岡市清水区梅ケ谷）
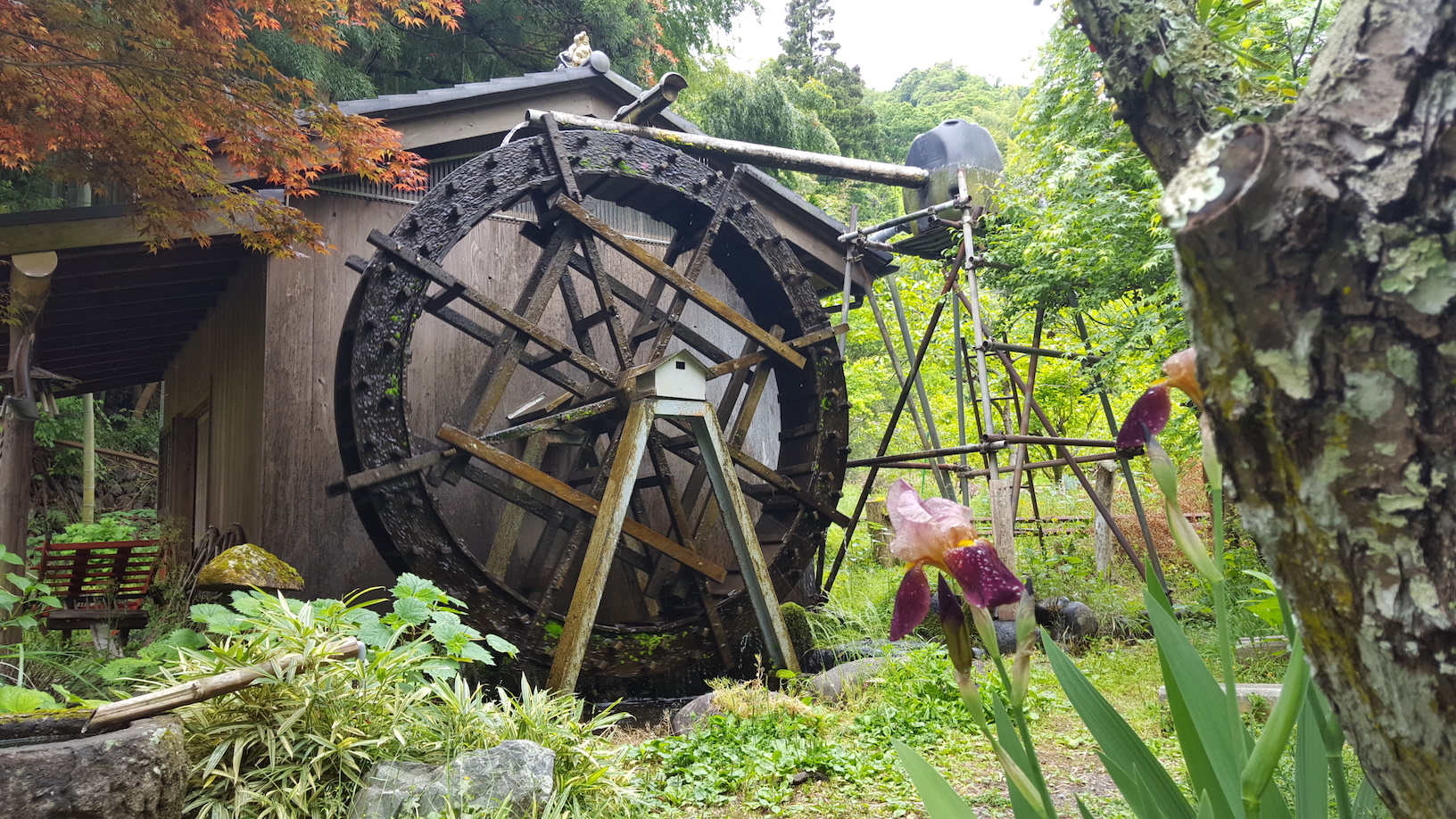
水車小屋（静岡市清水区梅ケ谷）
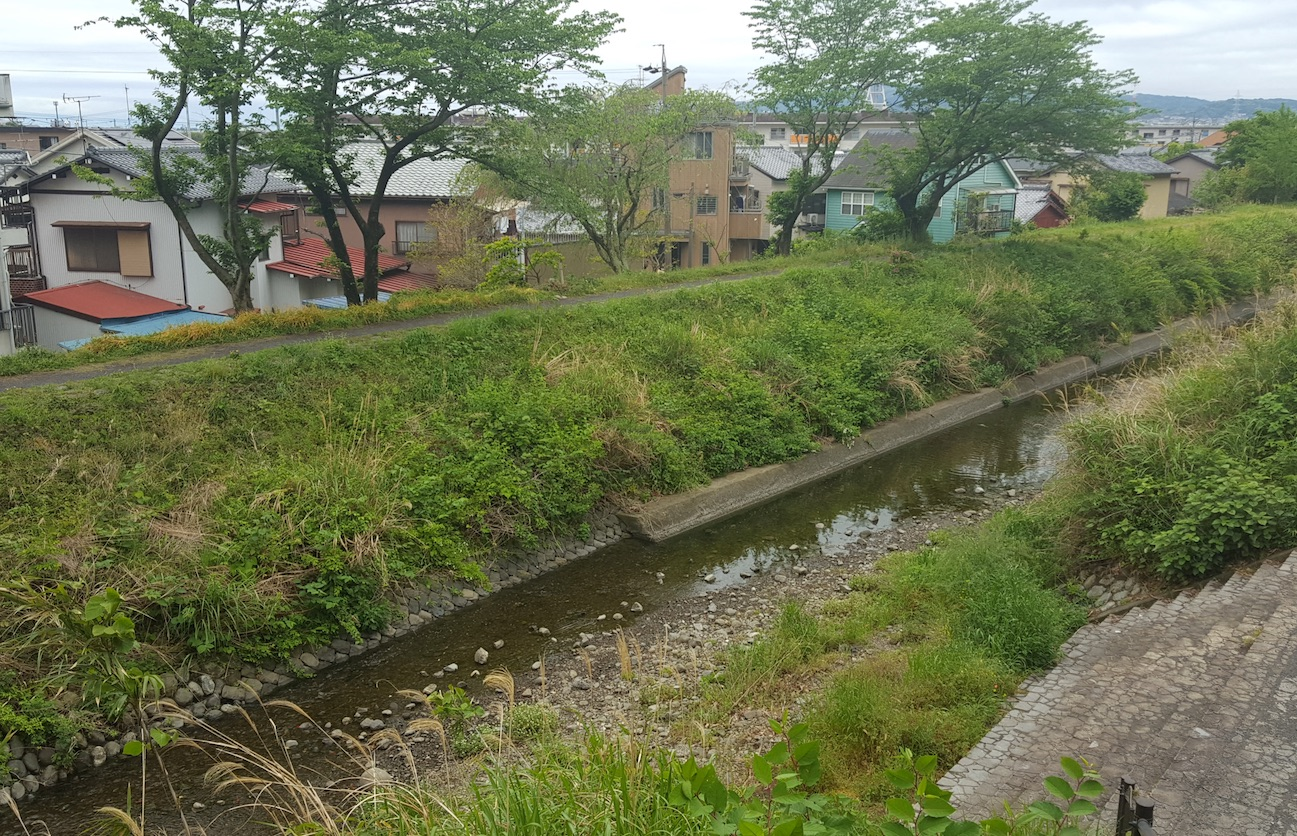
塩田川中流（静岡市清水区押切）
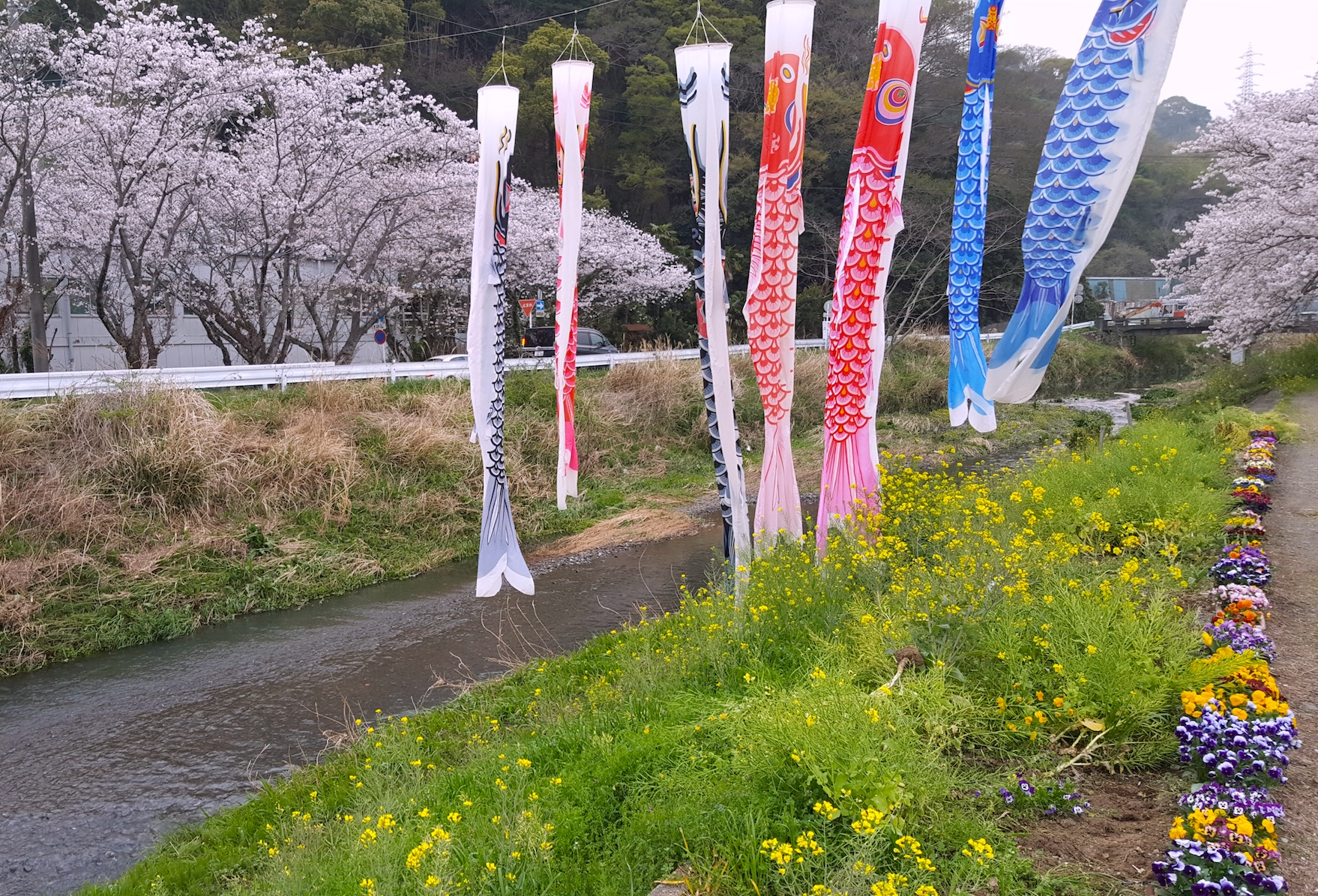
塩田川中流（静岡市清水区大内）